# Fred Clark
Fred Clark (ur. 19 marca 1914, zm. 5 grudnia 1968) – amerykański aktor filmowy i telewizyjny. Zmarł na niewydolność wątroby.

## Filmografia
seriale
- 1947: Kraft Television Theatre
- 1952: Broadway Television Theatre
- 1959: Bonanza jako Sędzia Neeley
- 1962: The Beverly Hillbillies jako Doktor Roy Clyburn
- 1965: I Dream of Jeannie jako Vanderhaven

film
- 1947: Ride the Pink Horse jako Frank Hugo
- 1949: Biały żar jako Daniel Winston
- 1951: Spotkajmy się po przedstawieniu jako Tim Wayne
- 1955: Tajemniczy opiekun jako Griggs
- 1963: Przesuń się, kochanie jako Mr. Codd
- 1968: The Horse in the Gray Flannel Suit jako Tom Dugan

## Wyróżnienia
Posiada swoją gwiazdę na Hollywoodzkiej Alei Gwiazd.